# Bristol Hercules
Bristol Hercules var en brittisk 14-cylindrig stjärnmotor som tillverkades av Bristol Aeroplane Company under andra världskriget och kort därefter. Motorn var en viktig pusselbit för den brittiska krigsindustrin och användes i flera olika flygplanstyper under kriget.

## Utveckling
Hercules var en vidareutveckling av Bristols första slidmotor Perseus. Hercules hade samma cylinderdimension som Peresus, men med två cylinderkransar med vardera sju cylindrar jämfört med Perseus enda cylinderkrans med nio cylindrar. Resultatet var en motor som bara var 10 % större i volym men som hade 55 % större slagvolym. Den första prototypen kördes första gången i januari 1936 och serieproduktionen började 1939. Den första versionen hade en effekt på 1 290 hk vilket till den sista versionen i slutet av kriget hade ökat till 1 735 hk.

## Användning
Bristol Hercules har bland annat använts i följande flygplan:
- Avro Lancaster Mk.II
- Bristol Beaufighter
- Bristol Type 170
- Handley Page Halifax Mk.III och VI
- Handley Page Hastings
- Nord Noratlas
- Short Stirling
- Vickers Valetta
- Vickers Varsity
- Vickers Viking
- Vickers Wellington